# Ngabean (Candiroto)
Ngabean is een bestuurslaag in het regentschap Temanggung van de provincie Midden-Java, Indonesië. Ngabean telt 1052 inwoners (volkstelling 2010).